# District Ioeltinski
Het district Ioeltinski (Russisch: Иультинский район; Ioeltinski rajon, Tsjoektsjisch: Ивылтин район; Ivyltin rajon) is een gemeentelijk district in het noorden van de Russische autonome okroeg Tsjoekotka. Het bestuurlijk centrum is de zuidelijke havenplaats Egvekinot. Het district werd in haar oorspronkelijke vorm geformeerd in 1953 met het formele ontstaan van de plaats Ioeltin (nu opgeheven), maar na een enorme bevolkingsdaling werd het op 30 mei 2008 samengevoegd met het westelijker gelegen district Sjmidtovski en hernoemd tot District Vostotsjny ("oost"). Op 18 november 2008 werd district Vostotsjny hernoemd tot district Ioeltinski.

## Geografie
Het district heeft een oppervlakte van 143.600 km² (3,5 x Nederland of 4,7 x België), waarvan tot 2008 70.900 km² behoorde tot het district Sjmidtovski en 72.700 km² tot het oude district Ioeltinski. Het grenst in het noorden aan de Oost-Siberische Zee en de Tsjoektsjenzee (gescheiden door Kaap Jakan) en in het zuiden aan de Golf van Anadyr (Beringzee). Over land grenst het aan de districten Tsjaoenski (westen), Anadyrski (zuiden), Providenski (oosten) en Tsjoekotski (noordoosten).
Het district omvat een groot deel van het noordoosten van Tsjoekotka, maar niet het oostelijke Tsjoektsjenschiereiland (het grenst in het noordoosten aan de grote Koljoetsjinbaai). Het vormt onderdeel van een tak van de Ochotsks-Tsjoekotse vulkanische gordel, alsook van de Tsjoekotse Mesozoïsche plooigordel. Het Hoogland van Tsjoekotka loopt door het binnenland en omvat diverse gebergten, waarbinnen zich een aantal mineralen bevinden (met name tin en wolfraam, maar ook steenkool). Diverse rivieren lopen door het gebied, waarvan de Amgoeëma (Omvaam) en de Pegtymel de belangrijkste zijn. Aan noordzijde liggen een aantal lagunes langs de kust, aan zuidzijde vormt de Krestabaai (waaraan Egvekinot ligt) het meest in het oog springende onderdeel van de kust. Ten noorden van de noordkust ligt het eiland Wrangel en ten noordoosten daarvan het kleine eiland Herald. Rondom beide eilanden is het natuurreservaat zapovednik Ostrov Vrangelja ingesteld.
De vegetatie bestaat met name uit toendra. De belangrijkste graasgebieden voor rendieren bevinden zich in de vallei van de Amgoeema, waarin zich ook een aantal meren en stukken bos bevinden. In de Krestabaai, bij de strandwal Meetsjkyn en in de rivier de Tsjevtakan leven veel vis en andere zeedieren. De laatste twee visgebieden hebben een beschermde status.

## Geschiedenis
Aangenomen wordt dat de eerste volkeren die zich in Tsjoekotka vestigden in het Paleolithicum dit deden in het oosten van het huidige district, waar bij opgravingen overblijfselen van kampen zijn gevonden bij de rivieren Kymynanonvyaam en Maravaam. Uit het Neolithicum zijn nog veel meer kampen teruggevonden, langs bijna alle belangrijke rivieren in het gebied. Bekend zijn de petroglieven langs de benedenloop van de Pegtymel. Uit opgravingen rond Vankarem, Noetepelmen en Oeëlkal valt aan te nemen dat rond 3000 v.Chr. de inwoners van het gebied niet langer alleen op landdieren jaagden, maar ook op zeedieren (zoals walrussen) begonnen te jagen. Uit de locaties van de plekken vanwaaruit op zee werd gejaagd valt op te maken dat de huidige vissersnederzettingen in het district zich er vaak al lange tijd bevinden.
In de 17e eeuw werd door kozakken onder leiding van Semjon Dezjnjov Anadyrsk gesticht, vanwaaruit in 1660 de Krestabaai werd ontdekt, die 70 jaar later in kaart werd gebracht door Vitus Bering. De activiteiten van de Russen bleven tot de Russische Revolutie beperkt als gevolg van de verliezen die de Russische regering in 1764 ertoe deden besluiten om zich terug te trekken uit Tsjoekotka. Na de Russische Burgeroorlog volgde echter in de jaren 1930 de collectivisatie, die een groot effect had op de nomadische Tsjoektsjen in het gebied. Zij werden net als in andere delen van Tsjoekotka in rendierhouderijkolchozen ondergebracht. In de jaren 1950 en 1960 werden veel van hun woonplaatsen als 'kansloze plaatsen' opgeheven en werden ze gedwongen om zich te concentreren in een klein aantal dorpen.
In de jaren 1930 werden door het Hoofdbestuur Noordelijke Zeeroute poolstations geopend bij Billings en Mys Sjmidta aan de noordkust. Tegelijkertijd werden (in navolging van de ontdekkingen bij Pevek) geologische expedities ondernomen naar het binnenland, waarbij tin en wolfraam werden ontdekt op de plek van het huidige Ioeltin. Daarop werd door Goelagdwangarbeiders van de speciaal hiervoor opgezette Tsjoekotstrojlag van de Dalstroj de plaats Egvekinot voorzien van een haven, twee elektriciteitscentrales (bij Ozerny 13 kilometer noordelijker) en een 200 kilometer lange weg aangelegd naar Ioeltin, waar mijnen werden geopend en een ertsveredelend bedrijf werd gebouwd. De eerste wegenbouwers arriveerden in 1946 met het GoelagschipSovjetskaja Latvia in Egvekinot. Velen van hen kwamen om door het harde werk en de slechte levensomstandigheden. Een aantal gevangenen werd (net als bij de "Bottenweg") begraven in de fundamenten van de haven en de weg. Hun lijken duiken soms op boven de grond tijdens de dooi.
Na de dood van Stalin en de opheffing van de Goelag werd verder gewerkt met ex-Goelagdwangarbeiders en vrijwilligers (Komsomolpas). In de jaren 1950 en -60 werden mijnen rond Ioeltin (o.a. Vostotsjny en Ekoeg) Poljarny, Leningradski en Plamenny geopend, waarvan de laatste al kort daarop weer werd gesloten. De meeste andere mijnen werden gesloten in het begin van de jaren 1990, toen ze niet langer meer rendabel werden geacht. Dit ging vaak gepaard met de exodus van de bevolking en de sluiting van de mijnwerkersplaatsen.
In de jaren 1950 werd luchthaven Mys Sjmidta uitgebouwd tot een vooruitgeschoven basis voor strategische bommenwerpers, waar soms trainingsvluchten plaatsvonden. In de jaren 1990, toen de Koude Oorlog voorbij was, werd deze vliegbasis -ook wegens de hoge kosten- opgeheven.
In 1976 werd rond de eilanden Wrangel en Herald het natuurreservaat zapovednik Ostrov Vrangel ingesteld. In 2004 werden beide eilanden op de UNESCO-werelderfgoedlijst geplaatst. Wrangel had tot de jaren 1990 een nederzetting (Oesjakovskoje), maar de laatste inwoner stierf in 2003.

## Economie en vervoer
De industrie is gecentreerd rond Egvekinot, waar zich een zeehaven bevindt. In het nabijgelegen Ozjorny bevindt zich een elektriciteitscentrale. In de voormalige mijnwerkersplaatsen Poljarny en Leningradski wordt op kleine schaal goud gewonnen. De Tsjoektsjen zijn met name actief in de rendierhouderij. Bij Vankarem en Oeëlkal (de westelijkste Inuitnederzetting ter wereld) wordt gejaagd op zeedieren, zoals zeehonden en walrussen.
De weg tussen Egvekinot en de voormalige plaats Ioeltin is de langste verharde weg van Tsjoekotka. Aan de weg liggen de plaatsen Ozjorny en Oeëlkal, alsook een aantal verlaten plaatsen, zoals Dorozjny, Geologitsjeski en Tranzitny en een aantal vroegere Goelagkampen (zoals ten noorden van Ozjorny). Ten noorden van Ozjorny is een boog over de weg gespannen als een symbolische poort naar de Arctis. Aan oostzijde van de weg takt een onverharde weg af naar de verlaten mijnwerkersplaatsen Vostotsjny en Ekoeg in het noordoosten van het district. Aan noordzijde van Ioeltin loopt een deels onverharde en deels winterweg naar de verlaten mijnwerkersplaats Svetly en verder naar Mys Sjmidta, dat weer onverharde en winterwegverbindingen heeft met oostelijkere plaatsen, zoals Leningradski, Komsomolski en Pevek.
Vanuit de luchthaven Egvekinot worden door de regionale luchtvaartmaatschappij Chukotavia vluchten onderhouden naar diverse andere regionale luchthavens, waaronder de andere luchthaven in het district, luchthaven Mys Sjmidta.

## Demografie
Sjmidtovski telde 15.726 inwoners bij de laatste sovjettelling van 1989, wat bij de eerste Russische volkstelling in 2002 met bijna 85% was teruggelopen tot 4.541 inwoners. Ioeltinski telde 15.689 in 1989, hetgeen in 2002 was teruggelopen met bijna 75% tot 3.974. Gezamenlijk telden beide districten in 1989 en 2002 dus respectievelijk 31.415 en 8.515 inwoners. In 2008 was dit verder teruggelopen tot ongeveer 6.100 inwoners. De bevolkingsdichtheid van het dunbevolkte gebied is daarmee tussen 1989 en 2008 teruggelopen van 0,22 inw./km² tot 0,04 inw./km². Ongeveer een derde van de bevolking woont in de hoofdplaats Egvekinot.
Ongeveer driekwart van de bevolking bestaat uit Russen en ongeveer een kwart uit Tsjoektsjen. Er wonen ook een klein aantal Inuit. Voor de grote daling van de bevolking lag het percentage Russen veel hoger, maar veel van hen zijn vertrokken met het verdwijnen van de mijnbouw. De Russen (en Oekraïense mijnwerkers) wonen met name in Egvekinot en Ozerny en een aantal wonen nog in Mys Sjmidta en in de officieel opgeheven plaatsen Poljarny en Leningradski. In de rest van de nederzettingen wonen vooral Tsjoektsjen. Het (enige) dorpje Oesjakovskoje op Wrangel is sinds 2003 onbewoond.